# محوطه ذووه
محوطه ذووه مربوط به دوران‌های تاریخی پس از اسلام است و در ندوشن، مراتع ذووه واقع شده و این اثر در تاریخ ۱۱ مرداد ۱۳۸۴ با شمارهٔ ثبت ۱۲۶۷۱ به‌عنوان یکی از آثار ملی ایران به ثبت رسیده است.